# The Exchange 106
Il The Exchange 106 (in malesiano: Menara Exchange 106), precedentemente conosciuto come TRX Signature Tower, è un grattacielo nella città di Kuala Lumpur, in Malesia.

## Storia
Il progetto è stato presentato a maggio del 2015 per essere approvato un anno più tardi. Nel 2016 è cominciata la costruzione delle fondamenta e nel dicembre 2017 l'edificio ha raggiunto la sua altezza finale, superando in altezza le Torri Petronas (anche se solo di pochi centimetri). L'inaugurazione dell'edificio è avvenuta alla fine del 2019.

## Descrizione
Il grattacielo, con i suoi 452 metri e i 106 piani è il primo edificio del sud-est asiatico ad avere più di 100 piani e sarà, fino al completamento del KL118, l'edificio più alto del paese. Per via del suo corpo esterno in vetro, la torre è stata paragonata a grattacieli come il One Canada Square, il The Shard e il One World Trade Center.

## Galleria d'immagini

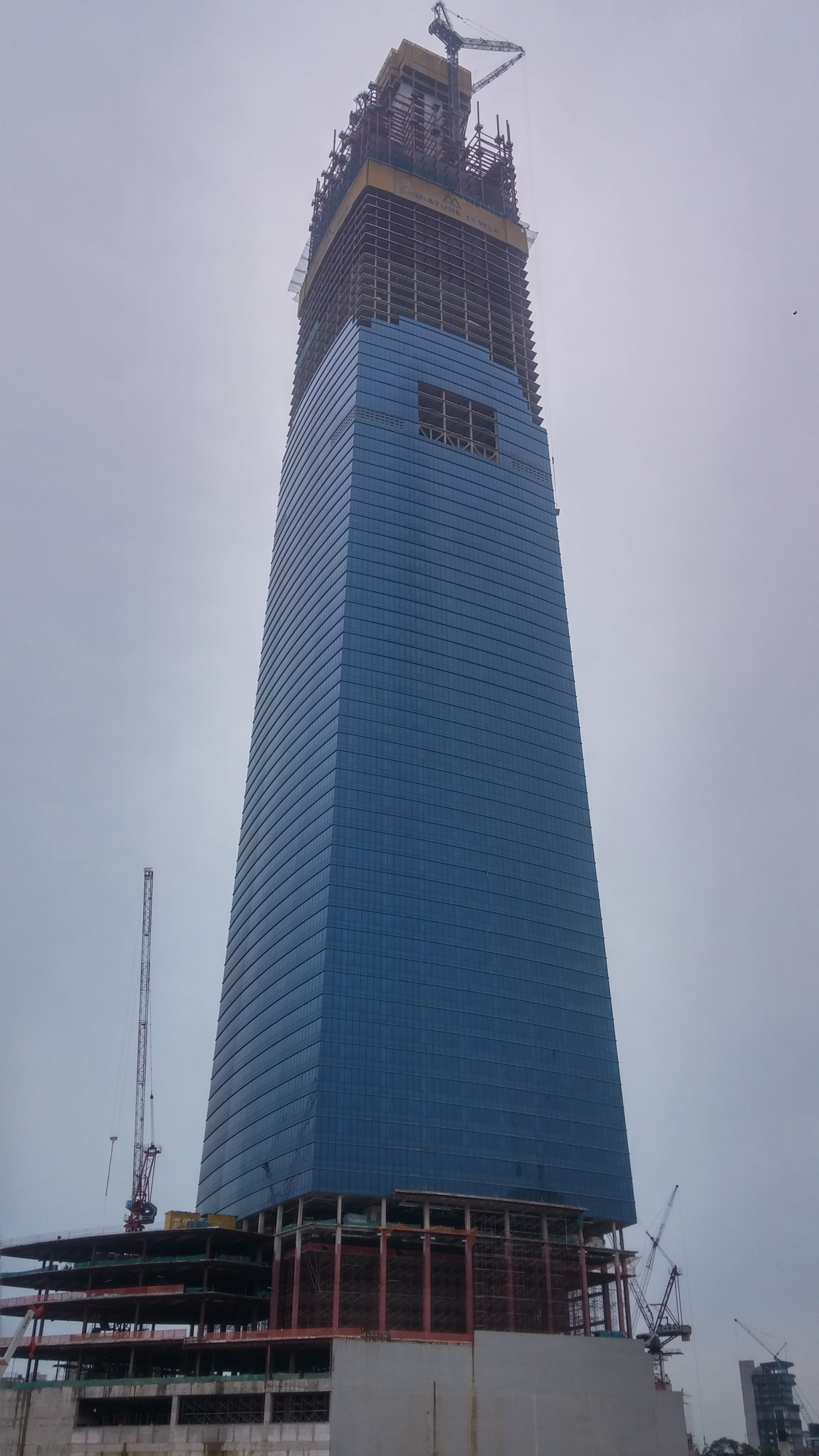
Exchange 106 nel Novembre 2017
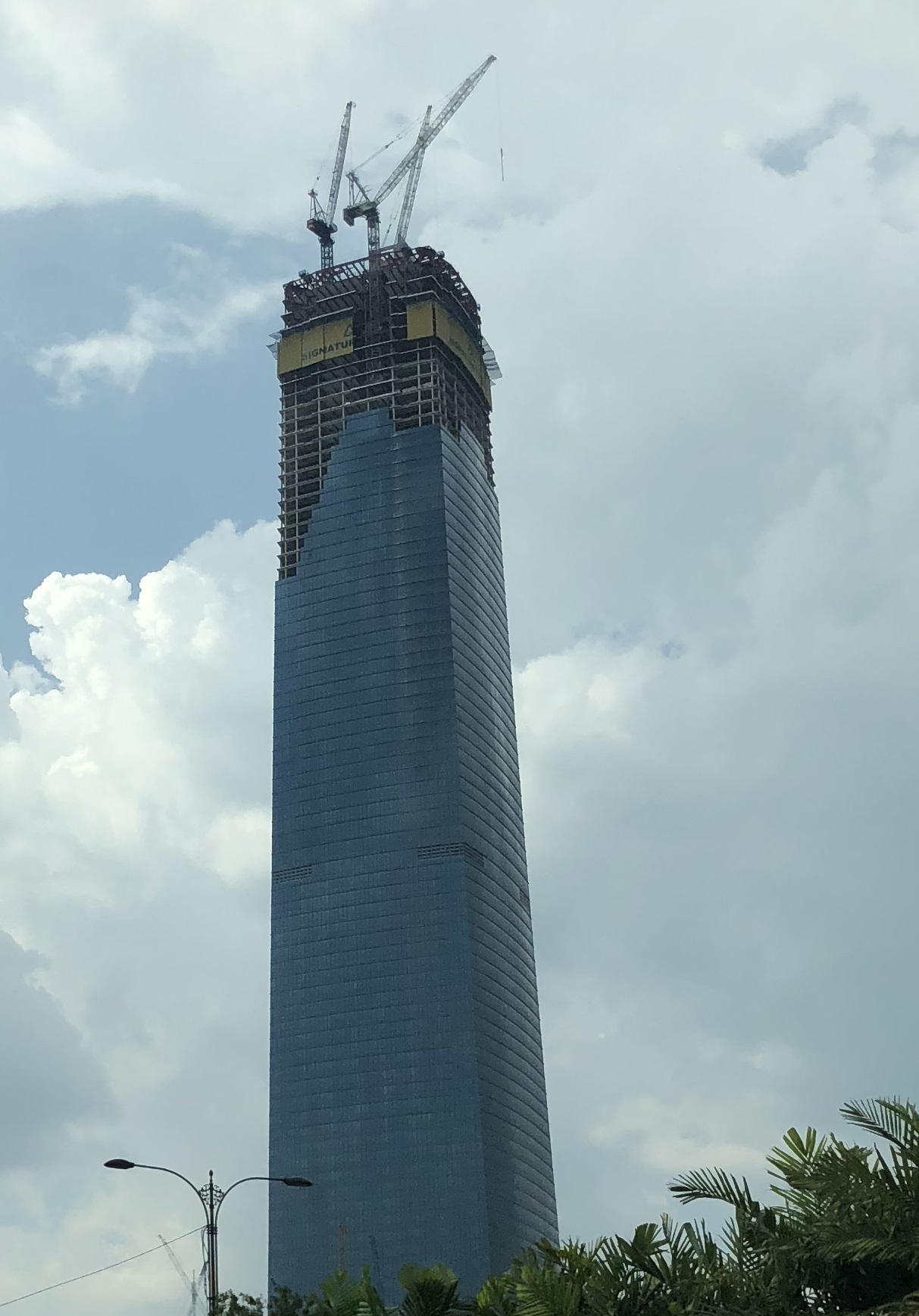
Exchange 106 nel Gennaio 2018
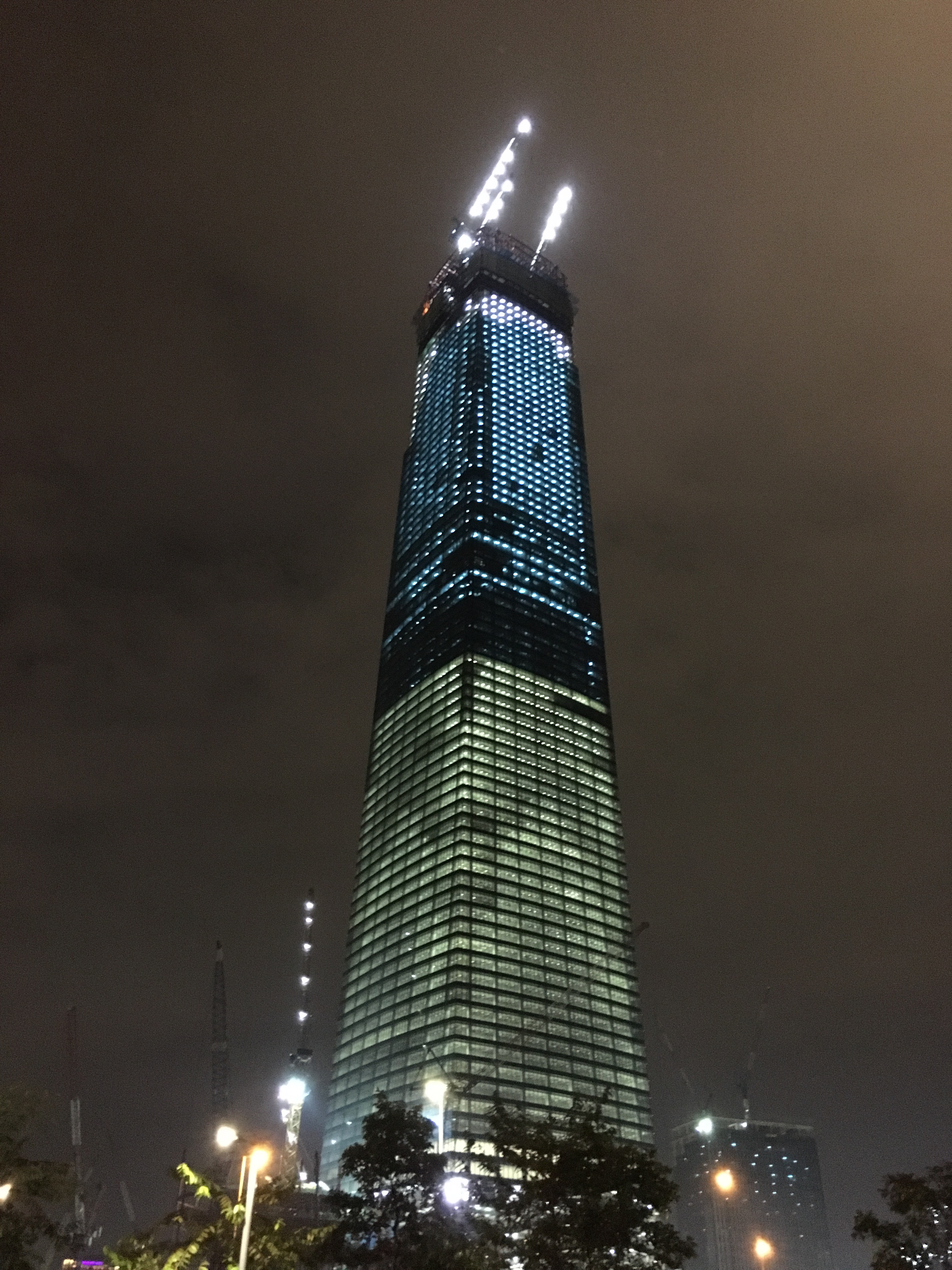
Progressi a Febbraio 2018
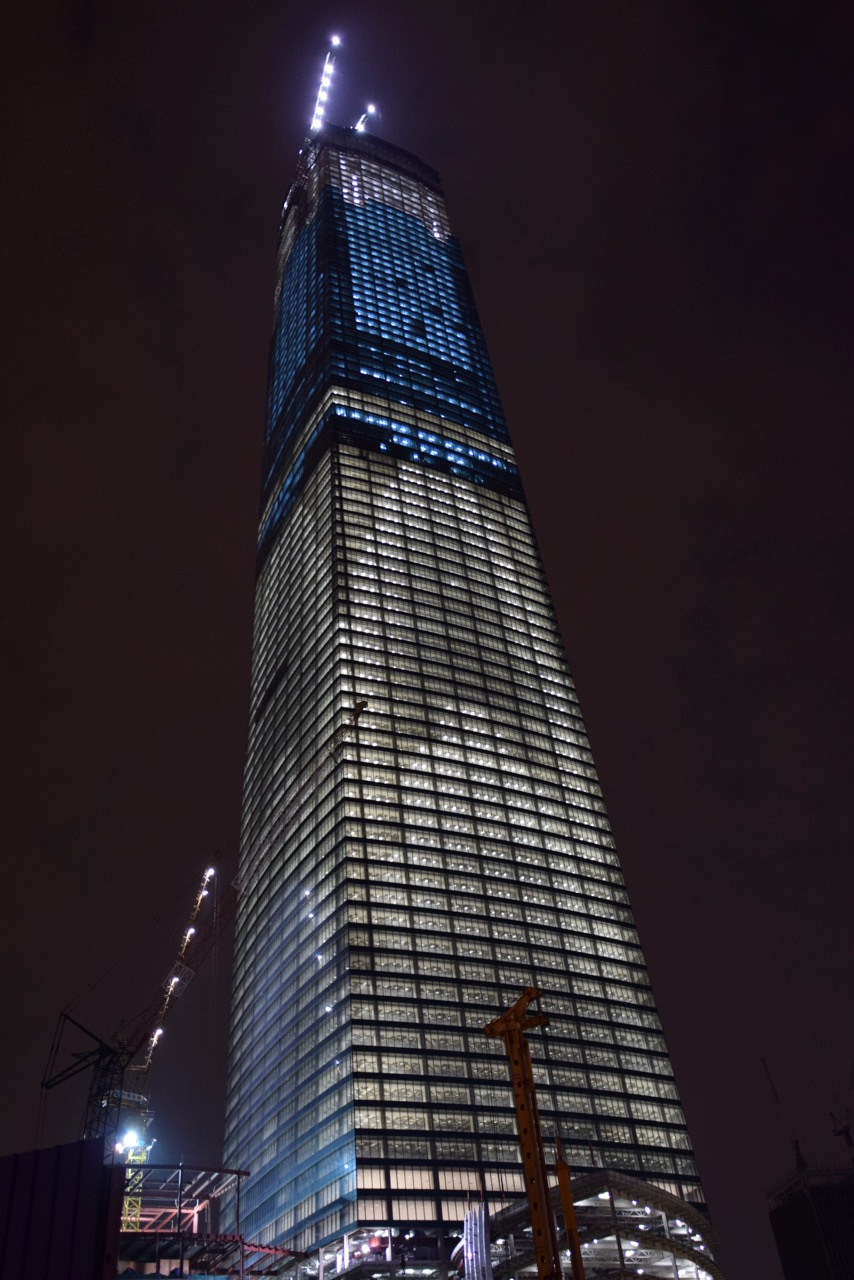
Progressi a Febbraio 2018
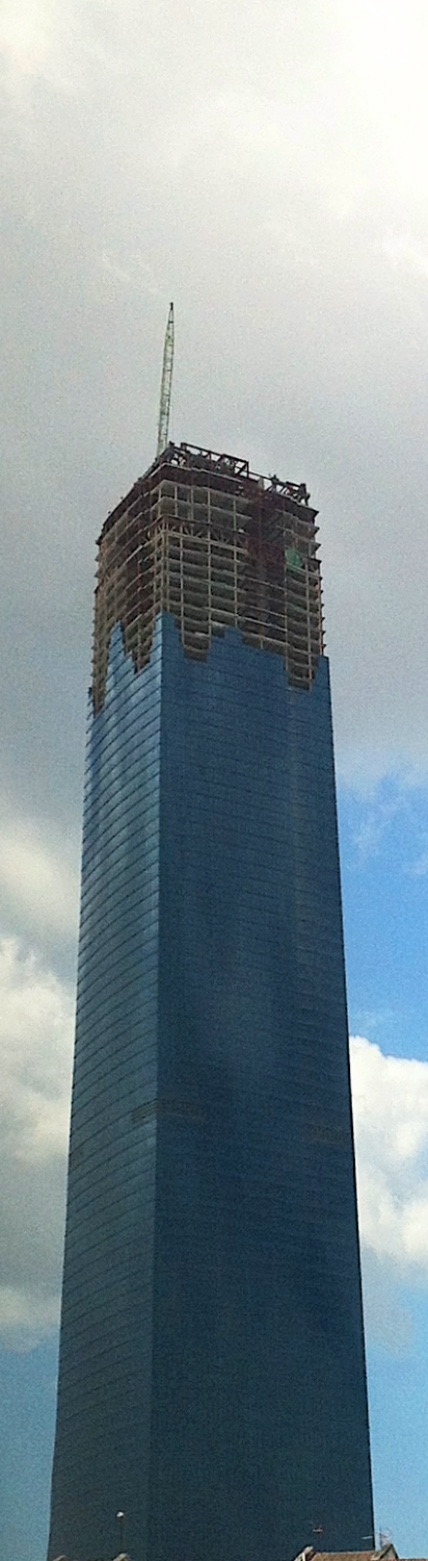
Progressi della costruzione a Marzo 2018
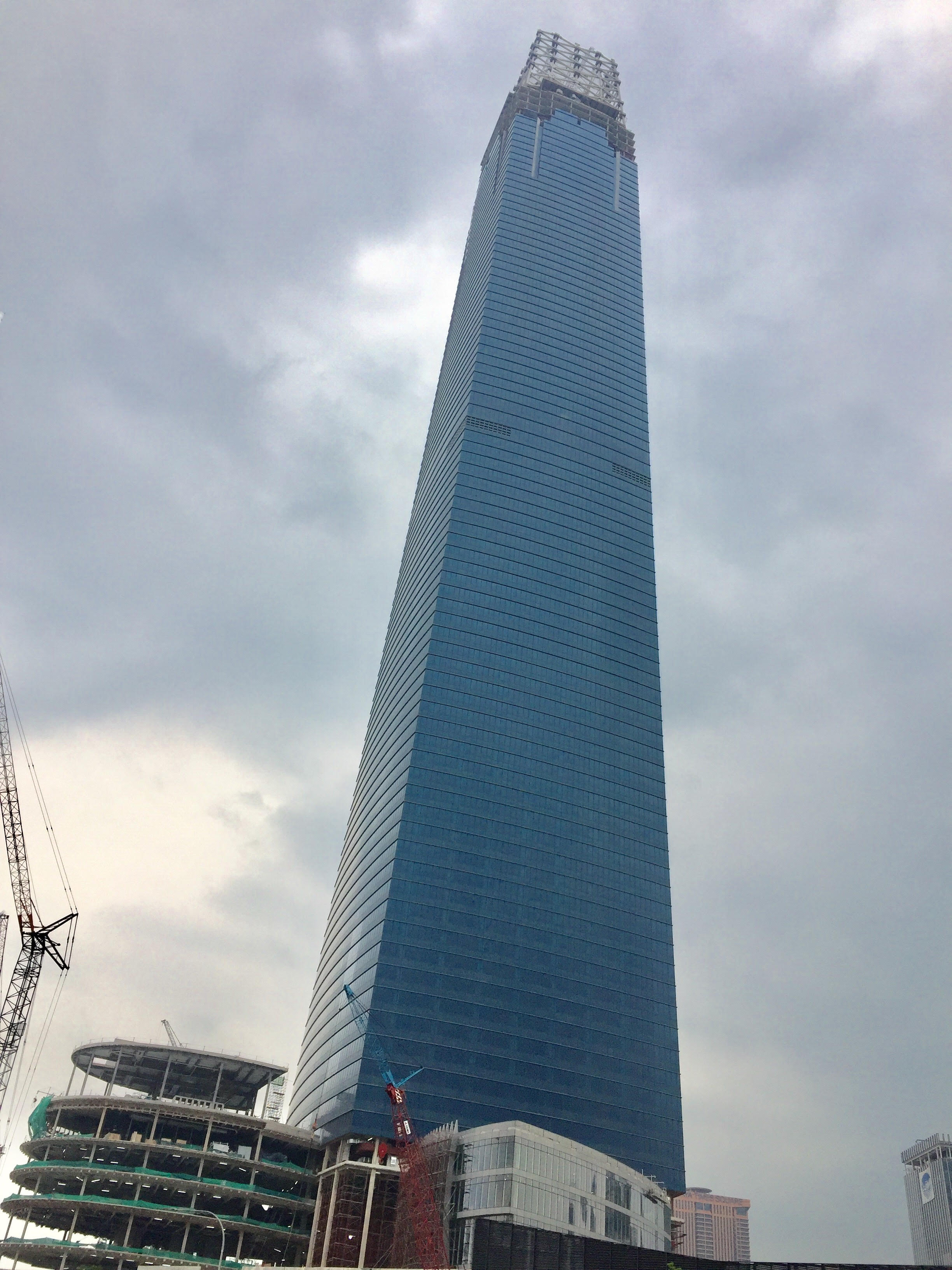
Progressi della costruzione a Giugno 2018
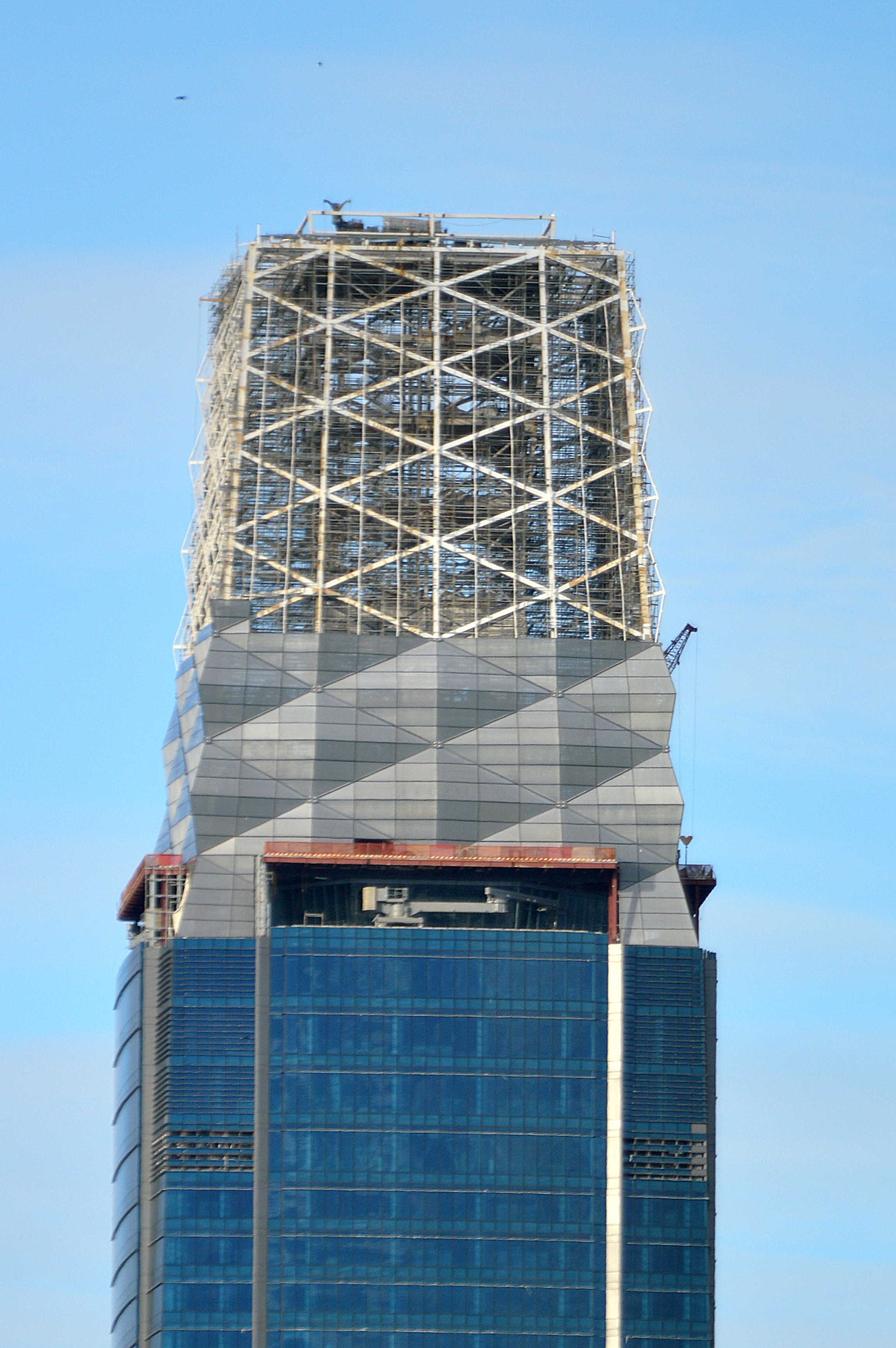
Il grattacielo raggiunge l'altezza finale, 7 Novembre 2018